# Rhinocricus pugio
Rhinocricus pugio är en mångfotingart som beskrevs av Henri W. Brölemann 1901. Rhinocricus pugio ingår i släktet Rhinocricus och familjen Rhinocricidae. Utöver nominatformen finns också underarten R. p. ochrurus.